# Grammia saundersi
Grammia saundersi är en fjärilsart som beskrevs av Augustus Radcliffe Grote 1864. Grammia saundersi ingår i släktet Grammia och familjen björnspinnare. Inga underarter finns listade i Catalogue of Life.